# Henri Dupin
Jean-Henri Dupin (Parigi, 1º settembre 1791 – Parigi, 5 aprile 1887) è stato un librettista e drammaturgo francese.

## Biografia
Nato nel 1791, è stato un autore fecondo, collaboratore di molti letterati dell'epoca, tra i quali spicca il nome di Eugène Scribe; Ha lavorato inoltre con Théophile Marion Dumersan, Armand d'Artois, Marc-Antoine Madeleine Désaugiers e molti altri colleghi.
L'Académie française gli ha conferito il Prix Monbinne nel 1883.

## Opere
- 1808: Le Voyage de Chambord, ou la Veille de la première représentation du Bourgeois gentilhomme, commedia in un atto in prosa, intervallata da vaudeville, con Desfontaines-Lavallée;
- 1810: Les Six Pantoufles ou le Rendez-vous des Cendrillons, vaudeville in unatto e in prosa, con Armand d'Artois e Antoine-Pierre-Charles Favart;
- 1810: Le Sultan du Hâvre, vaudeville in un atto e in prosa, con Armand d'Artois;
- 1810: Le Cachemire, commedia in 1 atto e in prosa, con vaudevilles;
- 1810: Deux pour un, commedia in 1 atto mista a vaudevilles, con Joseph Pain;
- 1811: Le Dîner d'emprunt, ou les Lettres de Carnaval, vaudeville in 1 atto, con Pain;
- 1811: La Forêt noire, vaudeville in 1 atto, e Emmanuel Théaulon;
- 1812: La Belle Allemande, commedia storica in un atto, con Armand d'Artois;
- 1812: Les Rendez-vous de minuit, commedia-vaudeville in un atto, con Armand d'Artois;
- 1813: La Tour de Witikind ou la Capitulation, vaudeville in un atto, con Armand d'Artois;
- 1813: Le Courtisan dans l'embarras, commedia in un atto, con Armand d'Artois;
- 1816: Le Revenant, ou l'Héritage, commedia-vaudeville in 1 atto, in prosa, con Pain;
- 1817: La Barrière Mont-Parnasse, vaudeville in 1 atto, con Charles-Gaspard Delestre-Poirson, Marc-Antoine Madeleine Désaugiers e Eugène Scribe.
- 1817:Le Solliciteur, ou l'Art d'obtenir des places, commedia in 1 atto e in vaudevilles, autori: Scribe, Dupin, Antoine-François Varner, Jean-Gilbert Ymbert e Delestre-Poirson;[4][5] riedita nel 1828 da Baudouin, Pollet et Barba, Parigi;[6]
- 1818: Il n'y a plus d'enfants, ou la Journée d'un pensionnat, tableau in vaudevilles, con Pierre Carmouche e Charles-François-Jean-Baptiste Moreau de Commagny;
- 1818: Un second Théâtre-Français, ou le Kaléidoscope théâtral, rivista in 1 atto, in distici, con Carmouche, Moreau de Commagny e Gabriel de Lurieu;
- 1819: Le fou de Péronne, vaudeville in 1 atto, con Eugène Scribe;[7]
- 1819: Le Procès de Jeanne-d'Arc, ou le Jury littéraire, con Carmouche e Armand d'Artois;
- 1820: La Petite Corisandre, vaudeville in 1 atto, con Carmouche e de Courcy;
- 1821: Michel et Christine, vaudeville in 1 atto, con Eugène Scribe;
- 1823 : Monsieur Barbe bleue, ou le Cabinet mystérieux, folie in 1 atto mista a distici, con Varner;
- 1824: Le Perruquier et le Coiffeur, commedia in un atto, con Armand d'Artois e Thomas Sauvage;
- 1824: La Mansarde des artistes, commedia-vaudeville in 1 atto, con Scribe e Varner;
- 1824: Le Château de la poularde, commedia-vaudeville in 1 atto, con Scribe e Varner;
- 1825: La Léocadie de Pantin, parodia de la Léocadie di Georges Feydeau, con Armand d'Artois e Varner;
- 1826: Les Filets de Vulcain ou le Lendemain d'un succès, folie-vaudeville in 1 atto, con Armand-François Jouslin de La Salle e Carmouche;
- 1827: La Villageoise somnambule, ou les Deux Fiancés, commedia-vaudeville in tre atti, con Armand d'Artois;
- 1827: Les Deux Matelots, ou le Père malgré lui, commedia-vaudeville in un atto, con Francis baron d'Allarde;
- 1827: Cartouche et Mandrin, commedia-vaudeville in un atto, con Armand d'Artois;
- 1827: Les Petits appartements, opéra-comique in 1 atto, con Varner, musica di Henri-Montan Berton;
- 1828: Le Bourgeois de Paris, ou la Partie de plaisir, pièce in 3 atti e 5 quadri, con d'Artois e Varner;
- 1828: La Mansarde des artistes, con E. Scribe e Varner;
- 1828: Les Manteaux, commedia vaudeville in 2 atti, con Scribe e Varner;[8]
- 1828: La Pension bourgeoise, commedia-vaudeville in 1 atto, con Scribe e Théophile Marion Dumersan;
- 1830: Monsieur de la Jobardière ou la Révolution impromptue, commedia in un atto, con Armand d'Artois e Dumersan;
- 1830: La Lingère du Marais, ou la Nouvelle Manon Lescaut, vaudeville in 3 atti, con Achille d'Artois;
- 1830: Napoléon à Berlin, ou la Redingote grise, commedia storica in 1 atto, con Dumersan;
- 1831: L'Ange gardien, ou Sœur Marie, commedia in 2 atti, con Achille d'Artois;
- 1831: Batardi, ou Le désagrément de n'avoir ni mère, ni père, con Achille d'Artois;
- 1836: Le Fils d'un agent de change, commedia-vaudeville in un atto, con E. Scribe;[9]
- 1836: Mila ou L'esclave, vaudeville in 1 atto, con Edouard Mennechet;
- 1840: La Perruche, opéra-comique in 1 atto con Dumanoir, musica di Louis Clapisson;[10]